# Higashisumiyoshi
Higashisumiyoshi (jap. 東住吉区 Higashisumiyoshi-ku) – jedna z 24 dzielnic Osaki, stolicy prefektury Osaka. Dzielnica została założona 1 kwietnia 1943 roku przez wydzielenie części dzielnicy Sumiyoshi. Położona jest w południowo-wschodniej części miasta. Graniczy z dzielnicami Hirano, Abeno, Sumiyoshi, Ikuno oraz miastem Matsubara.

## Miejscowe atrakcje
- Park Nagai
  - Nagai Botanical Garden
  - Nagai Stadium
  - Nagai Aid Stadium
  - Kincho Stadium